# Esquirol volador gegant
L'esquirol volador gegant (Petaurista petaurista) és una espècie de rosegador de la família dels esciúrids. Viu a l'Afganistan, Brunei, la Xina, l'Índia, Indonèsia, Malàisia, Myanmar, el Nepal i Tailàndia. Es tracta d'un animal nocturn i arborícola. Els seus hàbitats naturals són els boscos perennifolis humits de frondoses, els boscos temperats, els boscos de coníferes, els boscos de matollars i zones rocoses com ara penya-segats o pics muntanyosos. És una espècie en risc mínim, és a dir, no sembla que hi hagi cap amenaça significativa per a la seva supervivència.